# アルバン・バトラー
アルバン・バトラー (Alban Butler、1710年10月13日 - 1773年5月15日) はイギリスのカトリック司祭、神学者、聖人伝執筆者である。

## 生涯
1710年10月13日にノーサンプトンシャーアップルツリーでサイモン・バトラーの次男として生まれる。8歳で孤児となり、フランスのドゥエー神学校へ送られることとなった。1735年にバトラーは司祭に叙階された。卒業後にドゥエー神学校において哲学の教授に任命され、後に神学の教授となった。
ドゥエーにて、主な著作となる『The Lives of the Fathers, Martyrs and Other Principal Saints』の執筆を始めた。 
また、リチャード・シャロナー司教がエリザベス1世統治下の殉教者について記した『Memoirs of Missionary Priests』の為に、研究材料の提供なども行っている。
1745年、バトラーはフォントノワの戦いに敗れて負傷したイギリス兵への献身が注目されカンバーランド公に気に入られるようになり、
カンバーランド公の子息のジョージ・タルボット（4代シュールズベリー伯爵）とその兄弟であるジェームズ・タルボットとトマス・タルボットの家庭教師とグランドツアーにおけるガイドを務めた。この2人の兄弟は、後にカトリック司教になった。帰国後、彼はしばらくの間、ミッドランド地区で宣教地司祭として腐心することとなった。
1749年、バトラーはノーフォーク公に招かれ専属司祭となった。ノーフォーク公の後継者であるエドワード･ハワードがパリに行く際、バトラーは家庭教師として随伴した。バトラーはパリ滞在中に『The Lives of the Saints』を完成させている。
1766年、フランスのサントメール神学校の校長に任命された。
バトラーは神学校で校長を務めながら、サントメール、イーペルの教区司祭、そしてブローニュ＝シュル＝メールでは司教総代理を務めた。1773年5月15日に、サントメールで死去し、サン・ドニ教区教会に埋葬された。

## The Lives of Saints
バトラーの大きな功績として、30年の学問の結果である『The Lives of Saints』が挙げられる。
初版は4巻に分けられ、1756-1759の間にロンドンで出版された。
バトラーの勤勉と研究の大きな成果である最高傑作は、全ての点において最高の『聖人行伝』の概論だと評され、版を重ねると共に、さまざまな言語に翻訳されることとなった。
『The Lives of Saints』には、日付順に1,600人以上の聖人伝が収められている。